# Yebrgual Melese

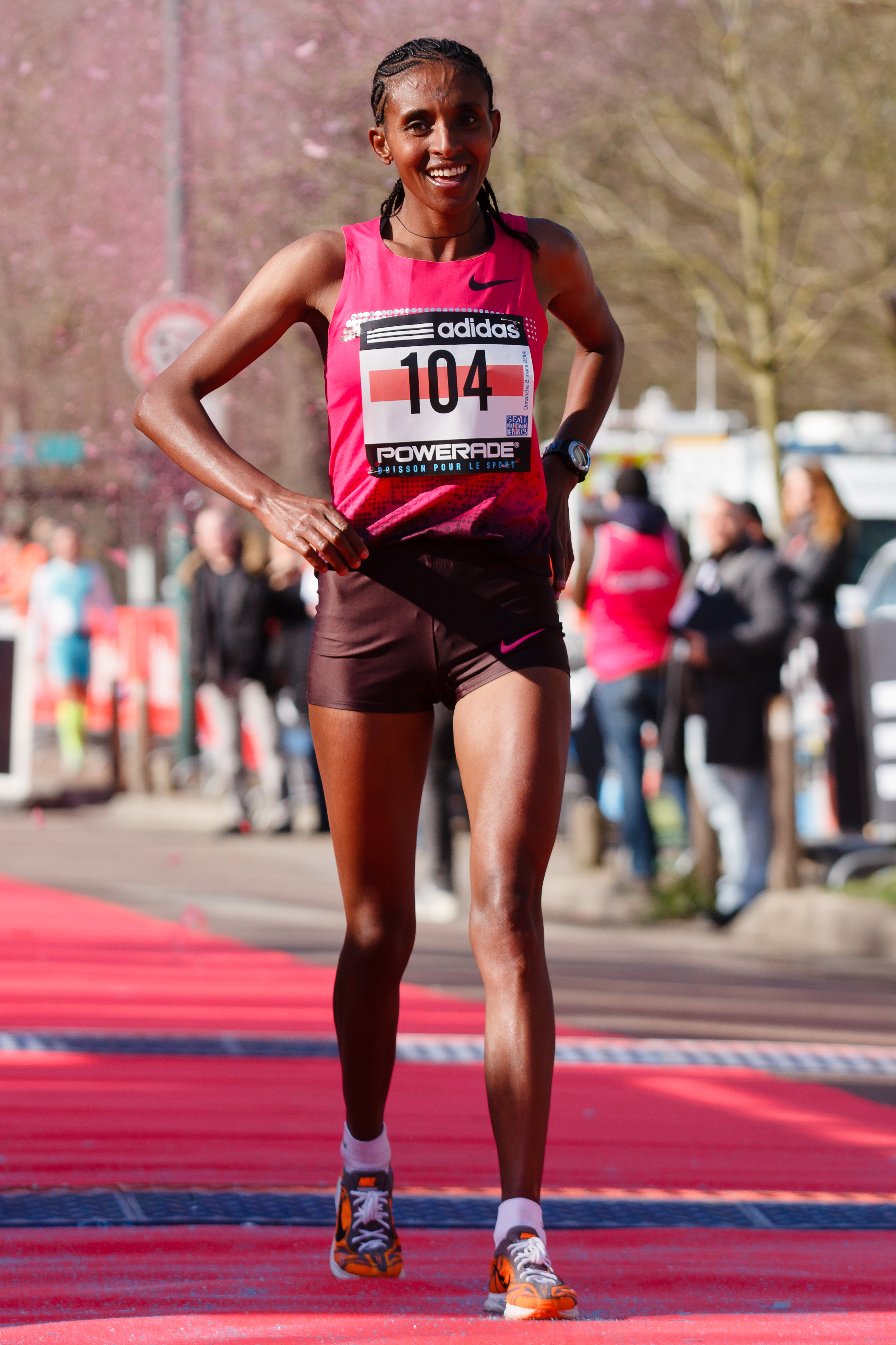
Yebrgual Melese 2014, nach ihrem Sieg beim Pariser-Halbmarathon

Yebrgual Melese Arage (* 18. April 1990) ist eine äthiopische Langstreckenläuferin.
2012 gewann sie am 25. November den Hyderabad 10K mit 33:21 min.
2013 nahm sie an den Crosslauf-Weltmeisterschaften 2013 in Bydgoszcz teil. Für den 8-Kilometer-Lauf benötigte sie 25,44 min und kam auf den 29. Platz.
Am 2. März 2014 siegte sie beim Pariser-Halbmarathon mit 1:09:23 h. Im April belegte sie den zweiten Platz beim Paris-Marathon nach 2:26:21 h, den Flomena Cheyech Daniel nach 2:22:44 h gewann.
2015 gewann sie zunächst am 18. Januar den Houston-Marathon in der zweitschnellsten Zeit in Houston von 2:23:23 h und am 8. März wiederholte sie den Sieg aus dem Vorjahr beim Pariser Halbmarathon mit einer Endzeit von 1:09:50 h. Im Mai gewann sie den Prag-Marathon in 2:23:49 h. Bei den Ethiopian Athletics Championships gewann sie im Juni den 10.000-Meter-Lauf in 32:40,23 min. Am 11. Oktober kam sie beim Chicago-Marathon 2015 nach 2:23:43 h als Zweite ins Ziel.
2018 wurde sie in persönlicher Bestleistung von 2:19:36 h Dritte beim Dubai-Marathon. Beim Dongying-Marathon belegte sie in 2:27:47 h den zweiten Platz. Im Rahmen des Lissabon-Marathons gewann sie das Halbmarathonrennen in 1:07:18 h. Bei ihrem Sieg beim Shanghai-Marathon erzielte sie mit 2:20:36 h einen neuen Streckenrekord.

## Persönliche Bestzeiten
- 10-km-Straßenlauf: 31:40 min, 4. August 2013, Cape Elizabeth
- Halbmarathon: 1:07:18 h, 14. Oktober 2018, Lissabon
- Marathon: 2:19:36 h, 26. Januar 2018, Dubai